# Bibio utahensis
Bibio utahensis är en tvåvingeart som beskrevs av Hardy 1937. Bibio utahensis ingår i släktet Bibio och familjen hårmyggor. Inga underarter finns listade i Catalogue of Life.